# Cratere Selene
Selene  è un cratere sulla superficie di Eros.